# Bundesverband freier Immobilien- und Wohnungsunternehmen
Der BFW Bundesverband Freier Immobilien- und Wohnungsunternehmen e. V. (BFW) ist eine deutsche Interessenverband der mittelständischen Immobilienwirtschaft. Als Spitzenverband wird der BFW von Landesparlamenten und dem Bundestag bei branchenrelevanten Gesetzgebungsverfahren angehört. Die rund 1600 Mitgliedsunternehmen stehen für etwa 50 Prozent des Wohnungs- und circa 30 Prozent des Gewerbeneubaus in Deutschland. Sie verwalten 3,1 Millionen Wohnungen und damit mehr als 14 Prozent des gesamten vermieteten Wohnungsbestandes in Deutschland. Zudem sind Gewerberäume mit ca. 38 Millionen Quadratmetern Nutzfläche in der Verwaltung von BFW-Mitgliedsunternehmen.

## Ziele
Seit seiner Gründung im Jahr 1946 als Verband Freier Wohnungsunternehmen sei es das Hauptziel des BFWs, verlässliche Rahmen- und Investitionsbedingungen für die mittelständischen Immobilienunternehmen in Deutschland zu schaffen. Dafür vertritt der Verband die Interessen seiner Mitglieder in der Landes-, Bundes- und Europapolitik zu allen branchenrelevanten Aspekten der Kernthemen Markt, Steuern, Technik, Recht und Quartiersentwicklung. Als Spitzenverband erarbeitet der BFW auf allen Ebenen der politischen Entscheidungsfindung Stellungnahmen zu Gesetzesvorhaben, nimmt an Sachverständigenanhörungen in Ministerien und Parlamentsausschüssen teil und bringt die Interessen seiner Mitglieder in Fachgremien und Kommissionen ein.

## Struktur
Der Bundesverband ist mit Geschäftsstellen in Berlin und Brüssel vertreten und arbeitet eng mit seinen acht Landesverbänden zusammen, die die Interessen ihrer Mitglieder auf regionaler Ebene vertreten.
Der BFW pflegt ein breites Netzwerk, unter anderem  mit der Bundesarbeitsgemeinschaft Immobilienwirtschaft Deutschland (BID), dem Verbändebündnis „Impulse für den Wohnungsbau“, dem Deutschen Verband für Wohnungswesen, Städtebau und Raumordnung (DV), dem Europäischen Bildungszentrum der Wohnungs- und Immobilienwirtschaft (EBZ) und der „European Union of Developers and House Builders“ (UEPC). Darüber hinaus ist der Bundesverband Mitglied im „Bündnis für bezahlbares Bauen und Wohnen“, welches Bundesbauministerin Barbara Hendricks im Juli 2014 ins Leben gerufen hat.
Präsident des Bundesverbandes ist seit Mai 2022 Dirk Salewski.

## Tätigkeiten
Der BFW vertritt die Interessen seiner Mitglieder mit dem Ziel, verlässliche Rahmenbedingungen für die Branche in Deutschland zu schaffen. Dazu gehört die inhaltliche Arbeit zu Fachthemen wie Bauordnungen, Steuerrecht, technische Normen, europäische Vorgaben, nationale Umsetzungen und kommunale Ausformulierungen sowie zur  Thematik des bezahlbaren Wohnens bei steigenden Baukosten.
Darüber hinaus  bietet der BFW seinen Mitgliedern praktische Dienstleistungen, unter anderem Beratung in Rechts- und Steuerfragen, Marktinformationen, Studien, Gutachten, Arbeitshilfen und frühzeitige Informationen.
Den Mitgliedsunternehmen stehen in speziellen Arbeitskreisen Plattformen für Erfahrungsaustausch, Interessenvertretung und Fortbildung zur Verfügung. Dort vernetzen sich Mitglieder untereinander und mit externen Experten. Ein zusätzlicher Expertenkreis steht als Kompetenzteam beratend zur Verfügung. Derzeit bestehen Arbeitskreise zu den Themen Büroimmobilien, Energie und Bautechnik, Einzelhandelsimmobilien, Hotelimmobilien, Immobilienverwaltung WEG, Public Private Partnership, Seniorenimmobilien, Steuern sowie Stadtentwicklung und Denkmalschutz.
Jährlich im Mai veranstaltet der Verband den Deutschen Immobilien Kongress. 2014 hat der Verband mit der Fédération Internationale des Administrateurs de Biens Conseils Immobiliers (FIABCI) den Wettbewerb FIABCI Prix d´Excellence Germany ins Leben gerufen.
Es gibt folgende Fachausschüsse: Steuern/AfA, Recht, Energie/Bautechnik, Quartiersentwicklung und Markt.